# Gołutwin (stacja kolejowa)
Gołutwin (ros. Голутвин) – stacja kolejowa w Kołomnie, w obwodzie moskiewskim, w Rosji. Należy do rejonu moskiewsko-riazańskiego MŻD. Obsługuje głównie pociągi podmiejskie w relacji Moskwa-Riazań i do Oziorów.
Znajduje się na Placu Rewolucji, w pobliżu jednej z największych na świecie fabryk lokomotyw.
W pobliżu stacji znajduje się przystanek autobusowy, gdzie można przesiąść się na autobusy do Moskwy, Riazania i wielu miejscowości rejonu kołomskiego. Obok stacji przechodzi główna arteria miasta - ul. Rewolucji Październikowej. Znajduje się tam przystanek tramwajowy linii 1, 2, 3, 4, 6 i 8. Oprócz tramwajów do dworca kolejowego można dostać się za pomocą autobusów miejskich i taksówek.
Odległość od Dworca Kazańskiego w Moskwie wynosi 117 km. Podróż pociągiem, który zatrzymuje się na wszystkich przystankach wynosi około 2,5 godziny.
Stacja ma dwa perony, jeden boczny i jeden wyspowy, do obsługi pociągów pasażerskich. Oba perony połączone są przejściem nadziemnym.

## Historia
Stacja została otwarta 20 lipca 1862 pomiędzy przystankiem Kołomna i stacją Szczurowo.